# دنيز ماسون
دنيز ماسون (بالفرنسية: Denise Masson)‏ Denise Masson (1324 - 1415 هـ / 1901 - 1994 م) هي مستشرقة فرنسية.
عملت على ترجمة للقرآن، نشرتها سنة 1976 م، وأقرها الأزهر سنة 1979 م.

## آثارها
من آثارها:
- القرآن والديانة اليهودية والمسيحية: دراسات مقارنة.
- التوحيد في القرآن والتوراة: نظريات مقارنة.